# Коннор Браун (хокеїст)
Коннор Браун (англ. Connor Brown, нар. 14 січня 1994, Етобіко) — канадський хокеїст, крайній нападник клубу НХЛ «Едмонтон Ойлерз».

## Ігрова кар'єра
Хокейну кар'єру розпочав 2009 року.
2012 року був обраний на драфті НХЛ під 156-м загальним номером командою «Торонто Мейпл-Ліфс».
Розпочав професійну кар'єру гравця в клубі НХЛ «Торонто Мейпл-Ліфс».
Наразі провів 575 матчів у НХЛ, включаючи 39 ігор плей-оф Кубка Стенлі.

## Досягнення
- Потрапляння в символічну збірну новачків ХЛО (2012).
- Кращий бомбардир року CHL (2014).
- Потрапляння в символічну збірну ХЛО (2014).
- Володар Трофею Реда Тілсона (2014).
- Володар Меморіального Трофею Едді Пауверса (2014).
- Володар Меморіального Трофею Джима Мейгона (2014).
- Чемпіон світу 2021.

## Статистика
| Сезон        | Клуб                   | Ліга         | Регулярний сезон | Регулярний сезон | Регулярний сезон | Регулярний сезон | Регулярний сезон | Плей-оф | Плей-оф | Плей-оф | Плей-оф | Плей-оф |
| Сезон        | Клуб                   | Ліга         | І                | Г                | П                | О                | ШХ               | І       | Г       | П       | О       | ШХ      |
| ------------ | ---------------------- | ------------ | ---------------- | ---------------- | ---------------- | ---------------- | ---------------- | ------- | ------- | ------- | ------- | ------- |
| 2009–10      | «Торонто Марлборос»    | ВХЛТ         | 80               | 25               | 44               | 69               | 16               | —       | —       | —       | —       | —       |
| 2010–11      | «Сейнт Майклс Баззерс» | МХЛО         | 49               | 17               | 22               | 39               | 18               | 3       | 0       | 1       | 1       | 0       |
| 2011–12      | «Ері Оттерс»           | ХЛО          | 68               | 25               | 28               | 53               | 14               | —       | —       | —       | —       | —       |
| 2012–13      | «Ері Оттерс»           | ХЛО          | 63               | 28               | 41               | 69               | 39               | —       | —       | —       | —       | —       |
| 2013–14      | «Ері Оттерс»           | ХЛО          | 68               | 45               | 83               | 128              | 22               | 14      | 8       | 10      | 18      | 8       |
| 2014–15      | «Торонто Мерліс»       | АХЛ          | 76               | 21               | 40               | 61               | 10               | 5       | 1       | 3       | 4       | 2       |
| 2015–16      | «Торонто Мерліс»       | АХЛ          | 34               | 11               | 18               | 29               | 8                | 15      | 7       | 2       | 9       | 6       |
| 2015–16      | «Торонто Мейпл-Ліфс»   | НХЛ          | 7                | 1                | 5                | 6                | 0                | —       | —       | —       | —       | —       |
| 2016–17      | «Торонто Мейпл-Ліфс»   | НХЛ          | 82               | 20               | 16               | 36               | 10               | 6       | 0       | 1       | 1       | 0       |
| Усього в НХЛ | Усього в НХЛ           | Усього в НХЛ | 89               | 21               | 21               | 42               | 10               | 6       | 0       | 1       | 1       | 0       |